# 다나카 슌타
다나카 슌타(일본어: 田中 俊太, 1993년 8월 18일 ~ )는 일본의 프로 야구 선수이며, 현재 센트럴 리그인 요미우리 자이언츠의 소속 선수(내야수)이다. 가나가와현 아쓰기시 출신이다.
형은 히로시마 도요 카프 소속 선수인 다나카 고스케이다.

## 인물

### 프로 입단 전
도카이 대학 부속 사가미 고등학교 시절에 2학년 때인 2010년에 제92회 전국 고등학교 야구 선수권 대회에서 준우승, 3학년 때인 2011년에 제83회 선발 고등학교 야구 대회에서 우승을 차지한 경험이 있다. 팀 동료는 한 학년 위인 히후미 신타·오시로 다쿠미, 동기로는 스가노 쓰요시·와타나베 마사루가 있다. 고교 졸업 후 도카이 대학에 진학, 3학년 때인 2014년에 제63회 전일본 대학 야구 선수권 대회에서 우승을 이끌었다.
2016년에 대학을 졸업하고 사회인 야구팀 히타치 제작소에 들어가 고교 시절 동료였던 스가노 쓰요시와 또다시 동료가 됐다. 그해 여름에 개최된 제87회 도시 대항 야구 대회에서는 팀내 첫 결승 진출(준우승)에 기여, 스가노와 함께 황금사자상을 받았다. 2017년에는 사회인 일본 대표팀 선수로 발탁돼 그해 열린 아시아 야구 선수권 대회에서는 2루수로서 출전하여 우승 멤버가 됐다.
2017년 프로 야구 드래프트 회의에서 요미우리 자이언츠로부터 5순위로 지명되면서 입단에 합의했다. 등번호는 형인 고스케의 프로 입단 때와 마찬가지로 63번으로 정해졌다.

### 프로 입단 후

#### 2018년
그해 시즌 개막을 1군에서 맞이했고 3월 30일 도쿄 돔에서 열린 개막전인 한신 타이거스전에서 대타로서의 프로 첫 출전을 이뤘다. 이 경기에서의 첫 타석에서 랜디 메신저를 상대로 프로 첫 안타를 기록했다. 6월 2일 오릭스 버펄로스전(교세라 돔 오사카)에서는 2번 타자 겸 2루수로서 데뷔 후 첫 선발 출전했고 한 경기에서의 5번이나 출루하는 맹활약을 펼쳤다. 9월 11일 도쿄 야쿠르트 스왈로스전(도쿄 돔)에서는 오가와 야스히로로부터 데뷔 첫 홈런을 기록했다. 전반기에 2루수로 출전하는 일이 많았던 요시카와 나오키가 8월 1일에 부상으로 이탈한 적도 있어서 시즌 후반에는 주전격을 맡았고, 최종적으로는 99경기에 출전했다. 2019년부터 등번호는 51번으로 변경하게 됐다.

## 상세 정보

### 출신 학교
- 도카이 대학 부속 사가미 고등학교
- 도카이 대학

### 선수 경력
사회인 시대
- 히타치 제작소

프로팀 경력
- 요미우리 자이언츠(2018년 ~ )

### 개인 기록

#### 첫 기록
- 첫 출장 : 2018년 3월 30일, 대 한신 타이거스 1차전(도쿄 돔), 7회말에 고바야시 세이지의 대타로 출장
- 첫 타석·첫 안타 : 상동, 랜디 메신저로부터 2루 내야 안타
- 첫 선발 출장 : 2018년 6월 2일, 대 오릭스 버펄로스 2차전(교세라 돔 오사카), 2번·2루수로 선발 출장
- 첫 타점 : 2018년 6월 3일, 대 오릭스 버펄로스 3차전(교세라 돔 오사카), 5회초에 다지마 다이키로부터 좌전 적시타
- 첫 도루 : 2018년 6월 5일, 대 도호쿠 라쿠텐 골든이글스 1차전(도쿄 돔), 5회말에 2루 안착(투수: 후루카와 유리, 포수: 시마 모토히로)
- 첫 홈런 : 2018년 9월 11일, 대 도쿄 야쿠르트 스왈로스 21차전(도쿄 돔), 4회말에 오가와 야스히로로부터 좌월 홈런

### 등번호
- 63(2018년)
- 51(2019년 ~ )

### 연도별 타격 성적
| 연 도      | 소 속      | 경 기 | 타 석 | 타 수 | 득 점 | 안 타 | 2 루 타 | 3 루 타 | 홈 런 | 루 타 | 타 점 | 도 루 | 도 루 자 | 희 생 번 | 희 생 플 | 볼 넷 | 고 4 | 사 구 | 삼 진 | 병 살 타 | 타 율 | 출 루 율 | 장 타 율 | O P S |
| ---------- | ---------- | ----- | ----- | ----- | ----- | ----- | ------- | ------- | ----- | ----- | ----- | ----- | -------- | -------- | -------- | ----- | ---- | ----- | ----- | -------- | ----- | -------- | -------- | ----- |
| 2018년     | 요미우리   | 99    | 261   | 228   | 20    | 55    | 6       | 3       | 2     | 73    | 12    | 6     | 0        | 10       | 0        | 23    | 0    | 0     | 41    | 7        | .241  | .311     | .320     | .631  |
| 통산 : 1년 | 통산 : 1년 | 99    | 261   | 228   | 20    | 55    | 6       | 3       | 2     | 73    | 12    | 6     | 0        | 10       | 0        | 23    | 0    | 0     | 41    | 7        | .241  | .311     | .320     | .631  |

- 2018년 시즌 종료 기준.

### 연도별 수비 성적
| 연도 | 소속     | 2루   | 2루   | 2루   | 2루   | 2루   | 2루      | 3루   | 3루   | 3루   | 3루   | 3루   | 3루      | 외야  | 외야  | 외야  | 외야  | 외야  | 외야     |
| 연도 | 소속     | 경 기 | 척 살 | 보 살 | 실 책 | 병 살 | 수 비 율 | 경 기 | 척 살 | 보 살 | 실 책 | 병 살 | 수 비 율 | 경 기 | 척 살 | 보 살 | 실 책 | 병 살 | 수 비 율 |
| ---- | -------- | ----- | ----- | ----- | ----- | ----- | -------- | ----- | ----- | ----- | ----- | ----- | -------- | ----- | ----- | ----- | ----- | ----- | -------- |
| 2018 | 요미우리 | 58    | 128   | 151   | 4     | 33    | .986     | 8     | 3     | 13    | 0     | 1     | 1.000    | 1     | 0     | 0     | 0     | 0     | .---     |
| 통산 | 통산     | 58    | 128   | 151   | 4     | 33    | .986     | 8     | 3     | 13    | 0     | 1     | 1.000    | 1     | 0     | 0     | 0     | 0     | .---     |

- 2018년 시즌 종료 기준